# 賓得士K-5 II
賓得士 K-5 II（Pentax K-5 II）是賓得士的16.3百萬像素數位單眼相機，是宾得 K-5的後繼機種。K-5 II的機身與先前的K-7和K-5幾乎相同，並且在性能上比K-5有一定增進。K-5 II 有兩個版本，基本版為 K-5 II；另有取消先前數位相機會裝配的抗混叠滤波器的K-5 IIs，可使影像更加清晰，但可能使影像更容易出現莫列波紋。

## 功能增進
K-5 II/IIs的自動對焦能力較K-5更加先進，尤其是在低光源與鎢絲燈環境下，並且最低亮度可達 -3EV，因此在發表時被認為是暗處自動對焦能力最強的相機。K-5 II的中央對焦區域靈敏度也提升為f/2.8，而非一般相機的f/5.6。增加的自動對焦基準有助於增進對焦精確度，尤其是使用高速（大口徑）鏡頭和低光源下拍攝時。
K-5 II/IIs可進行FHD高畫質錄影，並可使用以下解析度與帧率：1920×1080（25 fps）、1280×720（25 或 30 fps）、640×480（25 或 30 fps）。
在外觀上，K-5 II 的LCD螢幕是稍微凹陷的，與K-5不同。K-5II/IIs 機身在製造時使用特殊樹脂封閉了縫隙，達成減少內部反射的無縫設計，可讓相機在亮光下拍攝時有更好的可見度。而螢幕表面材料則從塑膠改為更加防刮的鋼化玻璃。就和前一代的相機一樣，K-5 II/IIs 擁有惡劣天候也能拍攝與防水防塵的能力。
DxO實驗室將 K-5 II/IIs的感光元件評分為82分，是該實驗室對賓得士所有數位相機感光元件最高評分。

## 搭配鏡頭
K-5 II/IIs 出售時可選配兩款套裝鏡頭的其中一款，即DA 18–55 mm WR 鏡頭或DA 18–135 mm WR 鏡頭，或者可以只購買機身。